# Joe Cortez
Joe Cortez est un boxeur et arbitre de boxe américain, né le 13 octobre 1945 à New York.

## Biographie
Ancien boxeur amateur au palmarès de 43 victoires et 2 défaites, Cortez a gagné pas moins de 6 tournois régionaux des Golden Gloves avant de passer professionnel en 1963. Il remporte 18 succès contre 1 défaite et met un terme à sa carrière en 1971 pour devenir arbitre.
Cortez dirige son premier championnat du monde en 1982 lors de la victoire d'Aaron Pryor au douzième round contre Miguel Montilla. Il s'impose progressivement comme une référence au sein du corps arbitral ce qui lui vaut d'être le 3e homme de plus de 160 championnats au cours des trente années suivantes.
Il a notamment été l'arbitre des combats entre Mike Tyson et Larry Holmes le 22 janvier 1988, Roberto Duran et Iran Barkley (qui fut le combat de l'année 1989), Riddick Bowe et Evander Holyfield I en 1992, et III en 1995 George Foreman et Michael Moorer le 5 novembre 1994 (où Foreman est redevenu champion du monde à 45 ans), Oscar De La Hoya et Fernando Vargas, Floyd Mayweather Jr et Ricky Hatton, Naseem Hamed et Wayne McCullough ou encore Julio Cesar Chavez et Greg Haugen à Mexico devant 132 274 fans le 20 février 1993, le combat entre Carl Williams et Trevor Berbick le 27 juin 1988 (un combat qui était en sous carte du match entre Mike Tyson et Michael Spinks), le combat entre Julio Cesar Chavez et Pernell Whitaker à San Antonio le 10 septembre 1993, le combat entre René Jacquot et Terry Norris à Annecy en 1990, ainsi que le combat entre Felix Trinidad et Hector Camacho au MGM de Las Vegas le 29 janvier 1994.

## Distinction
- Joe Cortez est membre de l'International Boxing Hall of Fame depuis 2011[1].